# Руби Глум
Руби Глум (англ. Ruby Gloom) — канадский мультсериал, спродюсированный компанией Nelvana и выходивший с 13 октября 2006 года по 1 июня 2008 года.

## История создания
Первоначально образ мира Руби Глум был создан американской компанией «Mighty Fine» в рамках оформления канцелярских изделий, прежде всего пеналов и рюкзаков. Позже ассортимент был расширен до одежды, игрушек и аксессуаров.
В 2004 году по мотивам этих образов была выпущена книга «Ruby Gloom’s Keys to Happiness» (рус. Ключ к счастью Руби Глум) и двух календарей на 2004 и 2005 годы.

## Описание
Действие происходит в вымышленном городе Глумсвилле, в Викторианском замке. Многие бы девочки отказались жить там, испугавшись паутины и тараканов, но не Руби. Её даже не остановило то, что вместе с ней живут странные существа.

## Персонажи
- Руби Глум (англ. Ruby Gloom — рубиновый мрак) — главный персонаж мультсериала. Это весёлая, жизнерадостная девочка. Её девиз «Думай позитивно!». Прошлое Руби неизвестно. Руби — рыжеволосая девочка в чёрном платье. У Руби есть котёнок Дум и игрушка Мистер Кролик. Руби Глум дружит со всеми жителями замка. Любит Черепудли.
- Айрис (англ. Iris — радужная оболочка глаза) — лучшая подруга Руби. И Руби не смущает, что Айрис — циклоп. Айрис жизнерадостна, как Руби, даже слишком. Обожает прыгать. Носит чёрную одежду, у неё чёрные волосы и полосатые чулки. У неё есть летающий зверь, который похож на червя. Есть ещё растение Венера.
- Черепудли (англ. Skull Boy — черепастый парень) — главный мужской персонаж мультфильма. Черепудли необычный по своей натуре, ведь он — скелет. Он лучший друг Руби и она ему нравится (видно в некоторых сериях). Повторяющаяся шутка сериала, что Черепудли находит в себе талант, и говорит, что это у него от предков. Например: «Придумал, я буду кинорежиссёром, ведь мои предки были великими режиссёрами!» Ниже следует перечень профессий, которых он в себе находил:

- Художник
- Пилот
- Режиссёр,
- Французский следователь
- Исследователь
- Киногерой
- Генерал армии
- Инспектор манежа
- Учёный
- Шеф-повар
- Режиссёр-документалист
- Джазовый музыкант
- Архитектор
- Аниматор
- Портной
- Дрессировщик летучих мышей
- Волшебник
- Шекспировский актёр
- Астроном
- Эксперт этикета
- Изобретатель
- Скульптор
- Детектив
- Водитель поезда
- Инженер
- Механик
- Сумасшедший учёный
- Нищий и двоюродный брат Мрачного
- Британский барабанщик
- Создатель ледяных скульптур
- группа RIP менеджер
- Психолог
- Бездельник

- Мизери (англ. Misery — жалкая) — подруга Руби. Она всегда плачет, всегда грустная — меланхолик. У неё множество родственников, но если они все вместе встретятся, будет глобальная катастрофа. Повторяющаяся шутка сериала — это, что Мизери говорит про нелепую смерть своей прапрапра…бабушки. Приставка «пра» изменяет своё количество. Мизери спит на гвоздях. Имеет талант — божественно поёт во сне, успела побывать вокалисткой и выступить на концерте вместе с друзьями. От сладкого становится сверхактивной. В 10 серии 1 сезона показано, что её волосы непослушны и тяжело расчёсываются: «Надоели волосы! Живут своей жизнью!» Во всех серия носит лёгкий платок синего цвета, покрывающий волосы полностью, также в её гардеробе присутствует готическое платье фиолетово-синего цвета с длинным воротником. Очень любит поэзию Шекспира, в 13 серии хотела вместе с Айрис стать Руби, чтобы привлечь внимание Черепудли. Часто говорит «`aу».
- Френк и Лен — сиамские близнецы. Интересно, что у Френка кожа синяя, а у Лена она имеет желтоватый оттенок. Они глупы и всё время ссорятся. Они музыканты, и всегда придумывают новые песни, особенно хорошо, когда намокнут.
- Трусли (англ. Scaredy Bat — пугливая летучая мышь) — летучая мышь, которая всего боится. Он даже не умеет летать, но в одном эпизоде всё-таки научился. Он боится всего: грома, стука, топота. Он, как и все персонажи, считает Мистера Кролика живым.
- Дум (англ. Doom — судьба, рок) — чёрная кошка, питомец Руби. Она не мяукает и не разговаривает, её «речь» озвучивают скрипкой.
- Мистер Кролик — игрушка, но все жители замка считают его живым.
- Эдгар, Алан и По (отсылка к Эдгару Алану По и его стихотворению «Ворон») — вороны, занудливые, скучные. У них есть свой музей и своя библиотека. Носят цилиндры и строгие костюмы.
- Бу-Бу — призрак замка. Может, как и все призраки, ходить сквозь стены. Почти не может никого напугать. Его учили двое призраков.
- Сквиг — летающий червь Айрис. Хотя его не часто видно в кадре, он часто используется, как транспорт.
- Венера — ещё один домашний питомец Айрис. Несмотря на то, что это растение, оно умеет говорить. Венера — это венерина мухоловка. Венера говорит с французским акцентом, и она даже писала книгу.
- Доктор Мамблс (Mr. Mummbles) — профессор, который живёт рядом с Руби. Он всегда что-нибудь изобретает. Очень редко попадает в кадр. Живёт в стеклянном доме. Один раз строил большой парк развлечений.
- Мистеры Вайты — два призрака. Они представляют некую группировку призраков. Они похожи на гангстеров-мафиози: один из них носит шляпу, свою группировку они называют семьёй. Пытаются научить Бу пугать.
- Луна — персонаж, который появляется в каждой серии. Это просто луна с улыбающимся лицом. Она практически не говорит (только поёт песню заставки) и не играет особой роли в мультфильме. Но в одной из серий дом Руби чуть не вызвал у Луны головокружение, подлетев близко.

## Родственники Мизери
У Мизери очень много родственников. Вот некоторые из них.
- Майхем — первобытная женщина, сестра Мизери. Она обладает гигантской физической мощью. Ей очень жаль, что она истребила всех динозавров.
- Роса — японская гейша. Говорит в уважительном тоне. Но с Мигренью и Майхем она говорит совершенно по-другому.
- Мигрень — самолюбивая сестра Мизери. Она всегда говорит: «Я королева Мира!».
- Мотли — сестра Мизери, которая чуть не сгорела в Великом лондонском пожаре. У неё волосы и по сей день горят.
- Морока — девочка в причудливом костюме. Фасон называется «Пропасть в тёмную ночь посреди пустыни». Ходит со странной куклой, которую она всегда таскает за собой на поводке. Её любимая фраза «За что???» (англ. WHY???). Пела с Френком и Ленном песню: «Ручка. Ластик. Бумаги только нет… Ручка есть, ластик, а бумаги только нет». При этом она почти понравилась Френку и Ленну, но они поняли, что поторопились с выводами, когда уже во время исполнения песни грянуло землетрясение.

## Эпизоды
1. Gloomer Rumor | Мрачные слухи
2. Grounded in Gloomsville | Сделано в Глумсвилле
3. Doom with a View | Всевидящий Дум
4. Missing Buns | Пропавший кролик
5. Iris Springs Eternal | Айрис и вечный прыгатель
6. Science Fair or Foul | Честное соревнование
7. Poe-Ranoia | По-ранойя
8. Unsung Hero | Невоспетый герой
9. Quadro Gloomia | Квадроглумия
10. Skull Boys Don’t Cry | Черепудли не плачут
11. Bad Hare Day | Безумный день
12. Happy Yam Ween | С новым счастьем
13. Ruby Cubed | Руби в кубе
14. Shaken, Not Scared | Не боюсь
15. Once in a Blue Luna | Синяя луна
16. Time Flies | Время летит
17. Lucky Me | Я сам — талисман
18. Misery Loves Company | Мизери любит гостей
19. Sunny Daze | Солнечный удар
20. Broken Records | Борьба за рекорды
21. Gloomates | Под одной крышей
22. Tooth or Dare | Волшебный зуб
23. Venus de Gloomsville | Венера Глумсвильская
24. Seeing Eye to Eyes | С глазу на глаз
25. Name that Toon | Имя для героя
26. Skull in the Family | Родная кость
27. Writing on the Wall | Настенные росписи
28. Deja vu — Again | Опять дежавю
29. Ubergloom | Уберглум
30. Pet Poepulation | По-пуляция домашних питомцев
31. Hair(Less): The Musical — Part 1 | Без волос: Мюзикл — Часть 1
32. Hair(Less): The Musical — Part 2 | Без волос: Мюзикл — Часть 2
33. Beat Goes On | Соло на ударных
34. Out Of This World | Не от мира сего
35. Forget Me Not | Незабудка
36. Frank and Len: Unplugged | Фрэнк и Лен: акустический концерт
37. I’ll Be Home For Misery | Я буду ждать Мизери
38. Disaster Becomes You | Катастрофа — это ты
39. Last Train To Gloomsville — Part 1 | Последний поезд в Глумсвилль — Часть 1
40. Last Train To Gloomsville — Part 2 | Последний поезд в Глумсвилль — Часть 2

## Награды
- Мультсериал «Руби Глум» был номинирован на престижную премию «Джемини» в категории «Лучшая анимационная программа или сериал»[6].
- Сценарий серии «С новым счастьем» стал финалистом Канадской премии сценаристов 2007 года[7].

## Интересные факты
- Каждый эпизод начинается с маленькой мини-серии. Её ведёт или один персонаж, или сразу несколько. Единственное исключение — первый эпизод.
- Звук звонка в замке Руби такой же, как и в мультсериале «Битлджус». Также Робин Бадд был режиссёром обоих мультсериалов.
- Имя во́рона По и его братьев Алана и Эдгара является отсылкой к писателю Эдгару Алану По.